# Hans Klenk
Hans Klenk, född 28 oktober 1919 i Künzelsau, död 24 mars 1991 i Vellberg, var en tysk racerförare.

## Racingkarriär
Klenk deltog i ett formel 1-lopp, Tysklands Grand Prix 1952, där han slutade elva.
Klenk vann Carrera Panamericana 1952, tillsammans med Karl Kling i en Mercedes-Benz W194.

## F1-karriär
| Säsong | Stall/Tillverkare    | Poäng | Placering |
| ------ | -------------------- | ----- | --------- |
| 1952   | Hans Klenk (Veritas) | 0     | -         |